# Manca
Manca – sieć zastawna o wymiarach 25 m na 6 m, używana przez rybaków na Morzu Bałtyckim do połowów śledzi lub szprotów. Ustawiana jest w okolicach dna łowiska, prostopadle do kierunku, z którego można spodziewać się wpłynięcia ryb do sieci.